# Conrad Electronic

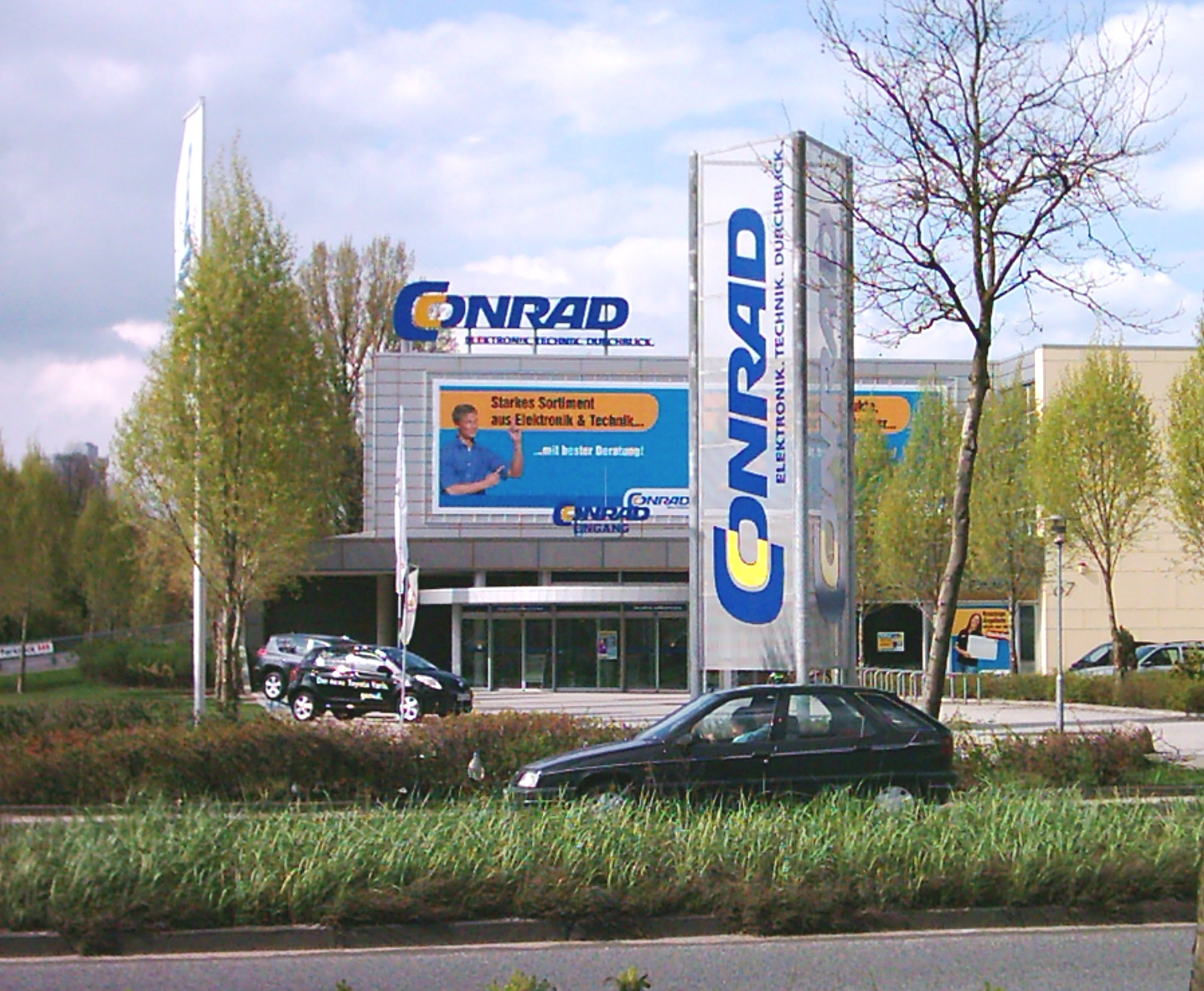
Conrad Electronic, Hamburg-Wandsbek

Conrad Electronic är ett tyskt hemelektroniksföretag, som är etablerad internationellt. Företaget grundades 1923 av Max Conrad i Berlin. Företagets internationella logistikcenter ligger i Wernberg.
Conrad Electronics har varit etablerad  i  Tyskland på nätet sen 1997 och finns sedan år 2005 på nätet i Sverige. Företaget är verksamt på den schweiziska marknaden sedan år 1983, och i Holland sedan år 1984, Österrike sedan år 1985, Frankrike sedan år 1994, Slovakien sedan september år 2004, England sedan januari 2005, Slovenien sedan år 2006, Ungern sedan 1994, Tjeckien sedan år 2000 och Polen sedan februari år 2001.
I sortimentet finns även teknik- och hobbyprodukter.